# Olšany (Klatovyi járás)
Olšany település Csehországban, a Klatovyi járásban. Olšany Velký Bor, Myslív, Pačejov, Kovčín, Maňovice és Kvášňovice településekkel határos. Lakosainak száma 206 fő (2024. január 1.).

## Népesség
A település lakosságának változását az alábbi diagram mutatja:
| Lakosok száma | 243  | 209  | 248  | 215  | 173  | 211  | 207  | 209  | 202  | 206  |
|               | 1869 | 1890 | 1921 | 1950 | 1980 | 2001 | 2017 | 2019 | 2022 | 2024 |

## Galéria

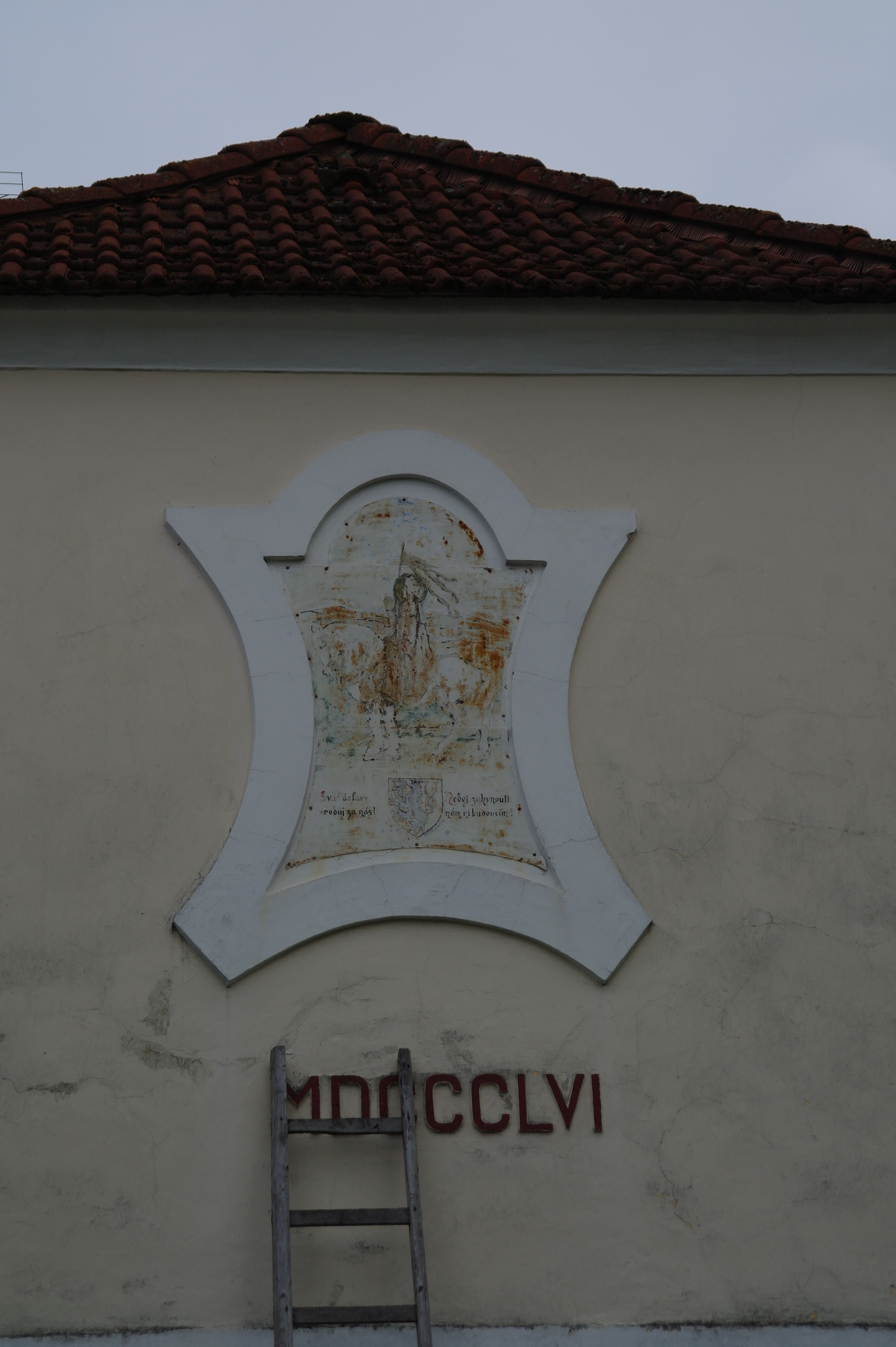
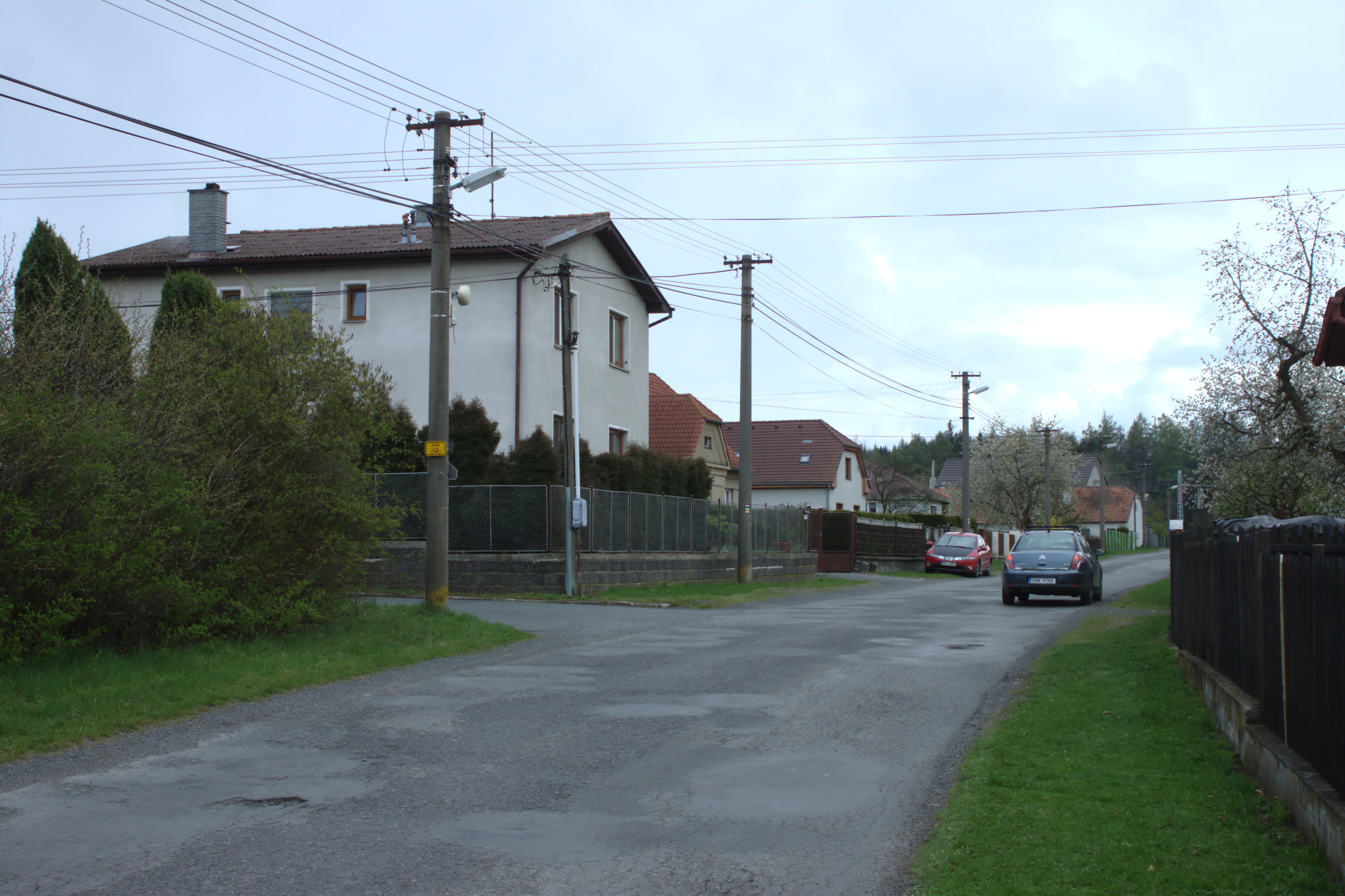
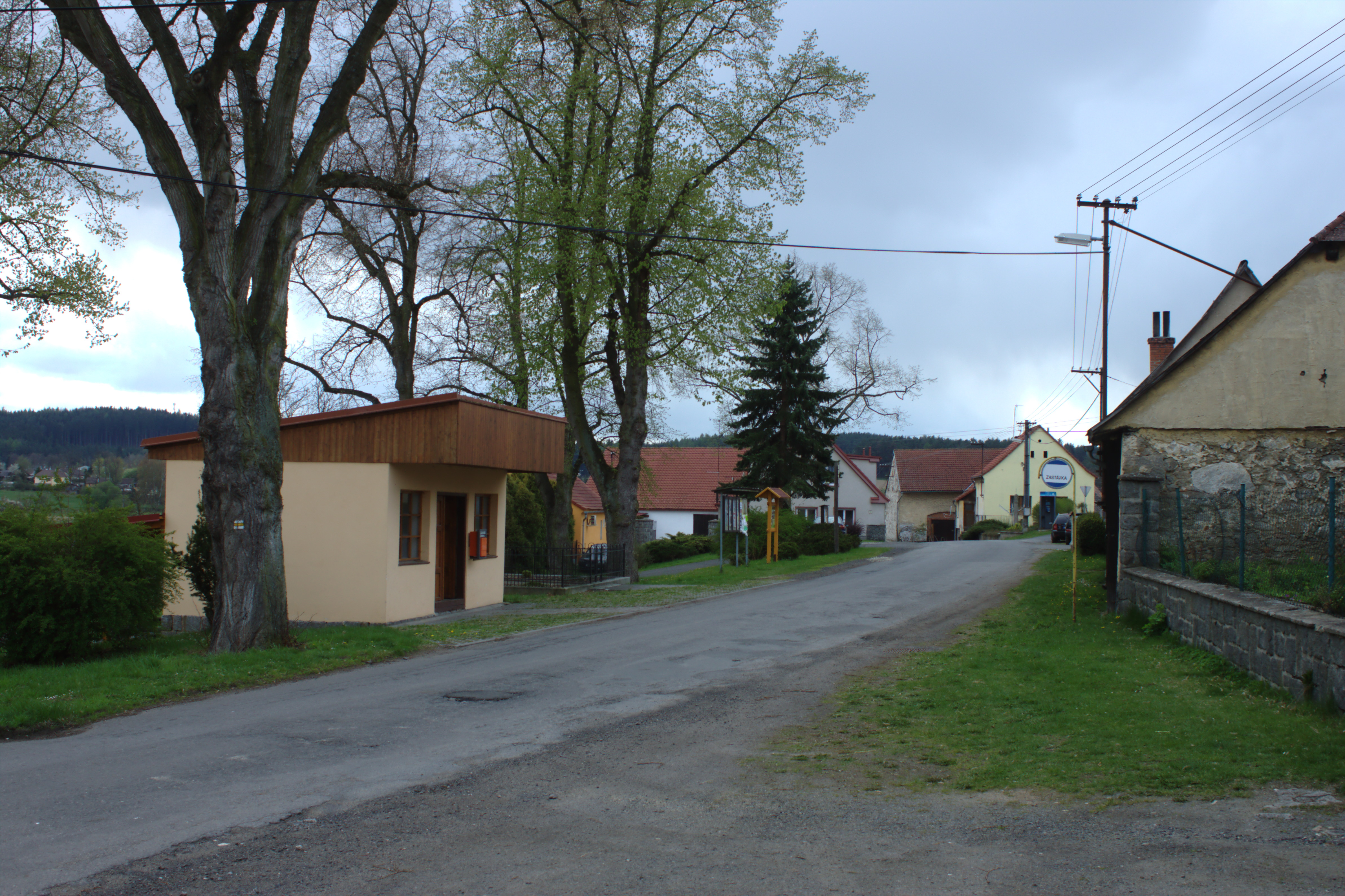